# Ochid Kardanow
Ochid Mussowicz Kardanow (ros. Охид Муссович Карданов, ur. 10 maja 1924 w aulu Psaucze-Dache w Karaczajo-Czerkieskim Obwodzie Autonomicznym, zm. 23 lipca 1944 w Augustowie) – radziecki wojskowy, czerwonoarmista, uhonorowany pośmiertnie tytułem Bohatera Federacji Rosyjskiej (1998).

## Życiorys
Był Czerkiesem. W 1939 skończył 7-letnią szkołę w rodzinnym aule, a w 1941 szkołę pedagogiczną w Czerkiesku, po czym wrócił do rodzinnej miejscowości, gdzie pracował jako nauczyciel w szkole podstawowej. W 1942 z powodu stanu zdrowia nie został powołany do armii, 1942-1943 pozostawał pod niemiecką okupacją. Należał do Komsomołu. W kwietniu 1943 został wcielony do Armii Czerwonej, po przeszkoleniu w zapasowym pułku w obwodzie rostowskim, od 18 września 1943 uczestniczył w wojnie z Niemcami. Walczył w składzie 65 pułku kawalerii 32 Dywizji Kawalerii 3 Gwardyjskiego Korpusu Kawalerii na Froncie Zachodnim, 1 Nadbałtyckim, 3 Białoruskim i 1 Białoruskim. Jako celowniczy stacjonarnego karabinu maszynowego 65 pułku kawalerii 3 Gwardyjskiego Korpusu Kawalerii 2 Frontu Białoruskiego szczególnie wyróżnił się podczas operacji białoruskiej. Od 23 czerwca 1944 przeszedł wraz ze swoim pułkiem ok. 1000 km, zabijając ogniem ze swojego karabinu do 150 żołnierzy i oficerów wroga i odpierając 30 niemieckich kontrataków. 16 lipca 1944 k. wsi Pyszki odparł cztery niemieckie kontrataki, zadając Niemcom duże straty. W walkach o Augustów 23 lipca 1944 odparł 6 niemieckich kontrataków, zabijając do 60 żołnierzy i oficerów wroga i walcząc do ostatniego naboju. Gdy amunicja się skończyła i Niemcy się zbliżali, Kardanow wyjął zamek z karabinu, żeby wróg nie mógł użyć jego broni, i ruszył do walki wręcz, w której zginął. 10 sierpnia 1944 pośmiertnie został przedstawiony do uhonorowania tytułem Bohatera Związku Radzieckiego, jednak nie otrzymał tego tytułu. W 2008 jego imieniem nazwano szkołę średnią w jego rodzinnej miejscowości.

## Odznaczenia
- Bohater Federacji Rosyjskiej (pośmiertnie, 30 czerwca 1998)
- Order Wojny Ojczyźnianej I klasy (pośmiertnie, 29 sierpnia 1944)
- Order Czerwonej Gwiazdy (2 sierpnia 1944)

I medale.